# Dehaasia suborbicularis
Dehaasia suborbicularis là loài thực vật có hoa trong họ Nguyệt quế. Loài này được (Lecomte) Kosterm. miêu tả khoa học đầu tiên năm 1964.